# Servizio di maggior tutela
Col termine servizio di maggior tutela si indica in Italia la fornitura di energia elettrica a utenti di piccole dimensioni (abitazioni e microimprese in bassa tensione e bassa potenza)
con un quadro contrattuale
a protezione degli acquirenti
e con condizioni economiche aggiornate all'inizio di ogni trimestre dall'Autorità di Regolazione per Energia Reti e Ambiente (ARERA), valide per i tre mesi successivi, e basate su proiezioni dei prezzi all'ingrosso per tale periodo.
Da luglio 2024 gli utenti in maggior tutela cosiddetti "vulnerabili" continuano a essere serviti in maggior tutela: potranno in qualunque momento decidere se passare al mercato libero, o in caso contrario, di rientrare in maggior tutela. Per i "non vulnerabili" è stato attivato il servizio a tutele graduali in essere sino al 31 marzo 2027.Una volta passati al mercato libero, i "non vulnerabili" non avranno più alcuna possibilità di rientro nel servizio a tutele graduali.
Tra il 1º luglio 2024 e il 31 marzo 2027 l'accesso al servizio delle tutele graduali sarà possibile in due casi: d’ufficio, secondo quanto previsto dalla delibera ARERA 362/2023/R/eel, o su richiesta, per i clienti domestici non vulnerabili che il 1º luglio 2024 non erano titolari di alcun contratto di mercato libero (es. voltura di contatore già servito in tutele graduali o attivazione di una nuova fornitura) atteso che, l’esercente il servizio a tutele graduali, in qualità di soggetto deputato a garantire in ultima istanza la continuità della fornitura, non può rifiutarsi di eseguire le suddette prestazioni.
Pertanto, anche un utente vulnerabile in tutela, in caso di decadenza dei requisiti (es. perdita del diritto al bonus sociale), passerà al servizio a tutele graduali in quanto sprovvisto di fornitore del mercato libero.
La fornitura è garantita dai venditori selezionati attraverso le procedure concorsuali svolte da Acquirente Unico S.p.A. Ogni area territoriale è servita da un solo fornitore che può anche servire più aree contemporaneamente.
Da gennaio 2025 al 30 giugno 2025, anche gli utenti vulnerabili nel Servizio di Maggior Tutela hanno avuto possibilità richiedere di passare al servizio a tutele graduali, con le modalità stabilite dalla delibera ARERA 10/2025/R/eel. La Legge sulla concorrenza, approvata a dicembre 2024, all'art. 24, aveva previsto tale possibilità a seguito dello squilibrio di prezzi creatosi dopo la fine del mercato tutelato dell'energia elettrica, considerato che con il regime a tutele graduali si sarebbe risparmiato circa 113 € all'anno per le spese di commercializzazione.
A maggio 2025, Il Tar della Lombardia ha annullato le delibere ARERA che consentivano agli utenti vulnerabili di richiedere il servizio a tutele graduali. La decisione è arrivata dopo il ricorso presentato da Enel Energia, Edison e Illumia, che contestavano la misura. Il tribunale ha ritenuto che il potenziale numero di richieste di rientro e l’impatto economico per i fornitori non fosse stato valutato adeguatamente, portando così all’annullamento della delibera. Di conseguenza, le aziende energetiche non erano obbligate ad accogliere i clienti vulnerabili nel regime di tutela graduale.
Nelle accezioni datale da ARERA e dalla legislazione italiana il servizio di maggior tutela riguarda il solo settore dell'energia elettrica, mentre il servizio di tutela o anche servizio di tutela gas - ribattezzato da gennaio 2024 servizio di tutela della vulnerabilità - riguarda solamente quello del gas.

## Precisazioni
Col termine servizio di maggior tutela si fa riferimento al ruolo di cui è investito l'ente - primo fra tutti il Servizio Elettrico Nazionale - che a fronte dell'erogazione di energia elettrica riscuote i relativi importi applicando le tariffe di ARERA. Sulle bollette compare quindi la dicitura servizio di maggior tutela.
Col termine regime di maggior tutela si intende il quadro tariffario. Questo viene fissato da ARERA con cadenza trimestrale e si articola per la materia energia in componenti di commercializzazione e vendita e dispacciamento fisso con importi mensili (conglobati nella quota fissa) e ancora componenti a consumo, ossia costo energia di dispacciamento e di perequazione conglobati nella quota energia sui chilowattora registrati dal contatore nei periodi di fatturazione di ogni bolletta.
Le dizioni servizio di maggior tutela e regime di maggior tutela vengono coniate nella delibera 156/2007 del 27 giugno 2007 di AEEG (ora ARERA) che recita "un servizio […] di vendita […] (di seguito servizio di maggior tutela)" è istituito per i clienti domestici e le piccole imprese. La delibera specifica che il servizio è erogato dalle società di distribuzione (o società ed esse collegate), e l'approvvigionamento di energia elettrica per tale servizio continua ad essere svolto da Acquirente Unico SpA. La delibera fa sì che il servizio di maggior tutela mantenga la fornitura di energia elettrica con le modalità precedenti, pur essendo erogato con una nuova intestazione e da nuove società.
La delibera 156/2007 dà attuazione all'articolo 1 comma 2 del decreto legge 73/2007
che estende appunto all'utenza domestica e alle piccole imprese il diritto di accesso al mercato libero. Peraltro il decreto non introduce la dizione maggior tutela, limitandosi a etichettare come clienti vincolati (termine già utilizzato nel decreto Bersani) quelli sino ad allora obbligati a sottostare alla fornitura con prezzi regolati dallo Stato, e a definire regime di tutela - ma non di maggior tutela - quello che per loro si configura come continuità rispetto alla situazione precedente.

## Linee guida del servizio di maggior tutela
Il servizio di maggior tutela risponde alle Direttive europee 2003/54/CE e 2009/72/CE secondo cui gli Stati membri fanno sì che "clienti civili e […] piccole imprese […] usufruiscano […] del servizio universale", vale a dire del diritto alla fornitura di "energia elettrica […] a prezzi ragionevoli, […] comparabili, trasparenti e non discriminatori". Si garantisce quindi un quadro contrattuale che tutela i consumatori e con prezzi equi.
Gli esercenti la maggior tutela sono le società di distribuzione locali sul territorio - o le società di vendita ad esse collegate - da cui l'utente ottiene il servizio. Acquirente unico SpA si approvvigiona sui mercati all'ingrosso (borsa elettrica) o con contratti bilaterali a lungo termine acquistando i quantitativi di energia elettrica complessivamente necessaria agli utenti. Questa energia viene ceduta ai distributori (o a chi esercita la tutela) che la rivendono agli utenti. Il servizio di maggior tutela ha un ruolo di transizione verso completa apertura del mercato. Assicura agli utenti la continuità del servizio e un prezzo in linea con quelli di mercato ("in base ai costi effettivi" recita il D.L. 73/2007).
Il servizio di maggior tutela non contrasta con le disposizioni europee sul servizio universale e col diritto del cliente ad una fornitura a prezzi ragionevoli. Tale posizione è stata riconosciuta dalla Corte di Giustizia europea, che però vede come temporanea la funzione della tutela di prezzo, poiché destinata a scomparire in un mercato liberalizzato, concorrenziale e sano.

## Evoluzione storica
Il cosiddetto decreto Bersani (decreto legislativo n. 79/99)
ha recepito la direttiva 96/92/CE e ha avviato una progressiva liberalizzazione del mercato elettrico sia per i produttori di energia che per l'utenza. Viene imposta la separazione amministrativa e contabile tra le varie attività del sistema elettrico: generazione e compravendita all'ingrosso, trasmissione, distribuzione. I clienti finali in questa fase iniziale resteranno ancora vincolati alla fornitura con tariffe regolate, senza apparente variazione del format contrattuale. La novità è che la fornitura di energia a questi clienti sarà attuata dalle società di distribuzione di ogni territorio (secondo la terminologia attuale, gli esercenti la maggior tutela), che applicano comunque una tariffa unica nazionale. L'approvvigionamento dell'energia è affidato a livello globale ad Acquirente Unico che la rivende ai distributori che a loro volta la rivendono ai clienti finali.
Nel 2007 AEEG (oggi ARERA) avvia un processo di consultazione e revisione delle tariffe domestiche in maggior tutela, processo che durerà diversi anni. La struttura di prezzi sino ad allora era a scaglioni di consumo e contemporaneamente alcune voci di costo erano differenziate tra residenti e non residenti e pure in base alla potenza impegnata. Questa articolazione agiva di fatto come sussidio sociale automatico nei casi di utenti residenti, bassa potenza e basso consumo. Tale quadro tariffario viene progressivamente ridimensionato riducendo il numero di scaglioni, il loro differenziale, la disparità delle quote fisse. Viene introdotto il bonus sociale (legato all'ISEE e a particolari condizioni di salute) che in qualche misura attenua, per chi ne ha diritto, l'incremento occorso alle piccole utenze sia dei costi fissi sia dei costi a consumo per effetto dell'eliminazione degli scaglioni.
Il decreto legislativo 93/2011
ribadisce la libertà di tutti i clienti finali a passare al mercato libero come già espresso nel decreto legge 73/2007 (menzionato più sopra in altra sezione);
prevede che gli utenti domestici e le piccole imprese non serviti sul mercato libero siano sottoposti al regime di tutela delineato pure nel decreto;
promuove varie azioni di miglioramento del quadro regolatorio, dei diritti dei consumatori e di monitoraggio;
per le piccole imprese condiziona le future modalità di erogazione del servizio (ossia la sua modifica da maggior tutela a un regime transitorio verso il mercato libero) alla reale sussistenza di un mercato dell'energia elettrica concorrenziale.
La Direttiva 2012/27/UE impone di eliminare dai costi di trasmissione e distribuzione sussidi e incentivi di ostacolo a un'efficiente produzione, trasmissione, distribuzione e fornitura elettrica e al corretto sviluppo della domanda sul mercato elettrico.
Vi si legge "abbandonare la pratica di vincolare le tariffe […] nel rispetto dell'obbligo di servizio universale" e "La Commissione continuerà a insistere affinché un calendario di soppressione graduale delle tariffe vincolate costituisca parte integrante delle riforme strutturali degli Stati membri".
Nel 2016 AEEGSI (oggi ARERA) completa la riforma del servizio di maggior tutela modificando alcuni meccanismi di prezzo e relative condizioni di erogazione (servizio di maggior tutela riformato) e procede all'unificazione dei tre regimi di tutela D1 D2 e D3 (domestici: per pompe di calore, residenti, non residenti) e alla graduale rimozione della progressività anche per gli oneri di sistema.
Inoltre, sempre nel 2016, AEEGSI perfeziona i criteri di determinazione dei prezzi in maggior tutela trimestrali - segnatamente il prezzo energia PE - mediante proiezioni, su un orizzonte semestrale, dei costi di acquisto sul mercato a pronti (mercato del giorno prima e mercato dei prodotti giornalieri). In pratica il PE risulta pari ad una quotazione forward del PUN comprensiva di perdite di rete e ulteriori costi connessi alla tutela (ad es. per il funzionamento di Acquirente Unico).
La legge 4 agosto 2017, n. 124 (legge annuale per il mercato e la concorrenza)
ribadisce la libertà di tutti i clienti finali a passare al mercato libero,
indica una serie di altre misure propedeutiche e impone il raggiungimento di alcuni obiettivi necessari alla chiusura della tutela,
fissa la data termine del servizio di maggior tutela, col vincolo del buonesito di queste azioni, al 1º luglio 2019.
Sino al 1º luglio 2019 il servizio resta attivo per utenti domestici e microimprese (la data di chiusura della tutela verrà poi posticipata). 
Successivamente - e tenuto conto del rinvio frattanto occorso - le piccole imprese da inizio 2021 passano al nuovo servizio a tutele graduali (STG) con un meccanismo di prezzi a regime agganciato al PUN e perciò con un format contrattuale tipo PLACET. A tal fine ARERA con delibera 491/2020/R/eel del 24 novembre 2020 trasferisce a decorrere dal 1º luglio 2021 la fornitura delle piccole imprese dagli esercenti la maggior tutela (riforniti da Acquirente Unico) a soggetti del mercato libero (selezionati con aste pubbliche) che dopo un semestre possono applicare un loro spread al prezzo energia.
Per i clienti domestici la fornitura in maggior tutela è prevista terminare non oltre il 10 gennaio 2024. Chi fosse ancora soggetto al regime di tutela vedrà automaticamente passare la sua utenza elettrica ad aziende private (selezionate con meccanismo ad aste territoriali) che applicheranno transitoriamente il servizio a tutele graduali (STG), ossia un contratto di tipo PLACET variabile con un prezzo fisso annuale e uno spread rispetto al costo dell'energia all'ingrosso (PUN) che ogni azienda avrà dichiarato in fase d'asta.

## Gli operatori del servizio di maggior tutela
Il servizio di maggior tutela viene assicurato su tutto il territorio nazionale. È di fatto erogato, e con identiche modalità, da alcuni tra gli stessi fornitori di energia del mercato libero. Tutti quelli abilitati a fornirlo, a prescindere dalle loro altre offerte commerciali, applicano in tal caso la contrattualistica e le tariffe della maggior tutela. Per i fornitori di una certa dimensione vi è anche l'obbligo di separazione della politica di comunicazione e di marchio tra la vendita nel mercato libero e l'esercizio del servizio di maggior tutela
.
Ciò per far sì che i dati di utenti in maggior tutela non vengano utilizzati da una stessa società per campagne di promozione di offerte sul mercato libero.
Le bollette risultano perciò emesse dall'operatore che eroga in ogni specifica zona geografica la maggior tutela: Servizio Elettrico Nazionale, Il Servizio Elettrico, Servizio Elettrico Roma, Energia Base, Trenta e altri ancora
.

## Passaggio dal mercato libero alla maggior tutela
Qualsiasi utente domestico vulnerabile che abbia un contratto attivo con un fornitore sul mercato libero può passare o tornare ad un contratto di energia elettrica in maggior tutela. L'iter da seguire non è diverso da quanto vale per ogni altro operatore. Per le piccole imprese e le microimprese il servizio di tutela è cessato rispettivamente il 30 giugno 2021 e il 31 marzo 2023, mentre per gli utenti domestici non vulnerabili il 30 giugno 2024.
La possibilità di tornare in maggior tutela non viene pubblicizzato sui media, dato che non riveste alcun interesse commerciale: né le società assegnatarie del servizio né lo Stato ricavano utili. L'assistenza al cliente per il passaggio in maggior tutela, seppur non assente, è minimale: ad esempio gli ,sportelli fisici del Servizio Elettrico Nazionale sono stati dismessi nel 2018-2019 su tutto il territorio italiano. Per prima cosa occorre determinare quale sia l'assegnatario del servizio di tutela nella propria zona geografica a cui ci si deve rivolgere. Nella maggioranza dei casi ciò è in relazione con l'operatore locale di distribuzione dell'energia elettrica, ossia chi negli anni passati ha installato il contatore elettronico sul cui frontale è stampigliato il suo nome. Se tale soggetto è e-distribuzione (società di distribuzione del gruppo ENEL), che è di fatto il caso più frequente, allora va contattato il Servizio Elettrico Nazionale (società del gruppo ENEL che eroga il servizio di maggior tutela) telefonicamente o inviando la modulistica richiesta.

## Voci tariffarie in maggior tutela e nel mercato libero
La cosiddetta bolletta 2.0, adottata da gennaio 2016 per tutti gli utenti sia in maggior tutela che non, sudivide la spesa in quattro termini logicamente distinti: materia energia, trasporto energia e gestione del contatore, oneri di sistema, imposte (accisa erariale e aliquota IVA). In precedenza l'articolazione era diversa, con i servizi di rete che conglobavano sinteticamente il trasporto e gli oneri.
In anni successivi gli obblighi europei hanno anche portato ad abbandonare la struttura tariffaria risalente al 1986 con costi progressivi a scaglioni di consumo applicati sia alla componente di dispacciamento della quota energia sia ai servizi di rete (o agli oneri di sistemadal 2016). Il costo a scaglioni è stato completamente eliminato dalla materia energia a partire dal 2019 dove sussisteva nel termine di dispacciamento variabile.
Il costo a scaglioni residuo, esistente negli oneri di sistema, è stato del tutto eliminato dal 2020. Le tariffe elettriche non contengono ora costi più che proporzionali al consumo. Ciò ha sanato anche la distorsione che si era creata con la presenza contemporanea sul mercato del regime tutelato a scaglioni (con minori costi per bassi consumi e viceversa) e di offerte del mercato libero dove la materia energia poteva godere di un costo a chilowattora costante. 
Va chiarito che gli altri termini in bolletta di trasporto energia e gestione del contatore, oneri di sistema, imposte (l'accisa erariale e l'aliquota IVA applicata) sono gli stessi sia per la maggior tutela sia per il mercato libero. Trattasi infatti di importi passanti: per i quali il fornitore è un puro esattore che provvede a girarli agli effettivi percettori.
Pur essendo, dal 2014, vietata l'applicazione di un sovrapprezzo per le bollette cartacee di luce e gas, è previsto lo sconto per la bolletta elettronica detta anche bollett@online.
Esso si applica in maggior tutela e sulle offerte del mercato libero di tipo PLACET quando l'utente ha optato per l'invio elettronico e ha contemporaneamente attivato la domiciliazione bancaria o con carta di credito. Attualmente (luglio 2025), lo sconto è di 0,55 €/mese IVA compresa. Per le altre offerte sul mercato libero lo sconto non è garantito ma viene di fatto applicato dalla totalità degli operatori.
Come già puntualizzato la maggior tutela non contempla altri sconti in bolletta né servizi aggiuntivi di qualsiasi genere come ad esempio assicurazioni, buoni acquisto, premi fedeltà, sconto di "benvenuto" per nuovi clienti, crediti "porta un amico" o "codice amico", agevolazioni su prodotti/servizi di società terze e quant'altro. Più in generale il servizio di maggior tutela ha l'obbligo di non veicolare alcuna pubblicità o promozioni sui suoi canali di comunicazione con l'utente, ivi compresi le bollette stesse. Quando un contratto sul mercato libero non include nessuno degli extra già elencati le differenze di costo in bolletta rispetto alla maggior tutela sono circoscritte al solo termine materia energia.
La voce materia energia include a sua volta:
- una quota fissa annuale prezzo di commercializzazione e vendita (PCV) che in maggior tutela viene ripartita su dodici rate mensili e normalmente (ma non necessariamente) con importo mantenuto invariato nel corso dei quattro trimestri di in anno solare. L'importo nel periodo tra il 2019 e il 2022 ha oscillato tra 65 €/anno e 70 €/anno. Per raffronto le offerte sul mercato libero hanno il termine di commercializzazione (a cui i fornitori possono dare denominazioni diverse) tra 60 €/anno a oltre 120 €/anno.
- una quota fissa mensile componente di dispacciamento in bassa tensione (DispBT) di importo negativo ossia a credito[27][28]. L'importo nel periodo tra il 2019 e il 2022 si è mantenuto tra -14 €/anno e -19 €/anno. Il DispBT fisso a credito viene incluso con identico importo anche in buona parte delle offerte sul mercato libero.
- Le bollette in maggior tutela riportano genericamente un'unica quota fissa che comprende assieme PCV e DispBT.
- una quota energia proporzionale al consumo composta dalla somma di tre termini: i prezzi energia (PE) con due quotazioni che si applicano nelle fasce orarie F1 diurna feriale e F2+F3 (serale, notturna, prefestiva e festiva), il prezzo dispacciamento (PD) e il prezzo perequazione energia (PPE) che recupera le differenze tra i PE emanati trimestralmente da ARERA (PE che si possono chiamare per così dire a preventivo) e i prezzi reali occorsi a chiusura di ogni trimestre, ossia per così dire a consuntivo. La maggior tutela applica sempre il regime biorario, ossia non si può richiedere la tariffa monoraria a meno che il contatore non sia del vecchio tipo meccanico a disco rotante e quindi non in grado di totalizzare separatamente i consumi su fasce orarie.
- Le bollette in maggior tutela riportano genericamente un'unica quota energia, suddivisa mese per mese, che comprende assieme PE PD e PPE.

Nel mercato libero le offerte possono essere con PE prefissato e invariabile per un periodo in genere di 12 mesi, oppure con PE variabile su base mensile determinato in base al Prezzo Unico Nazionale (PUN) medio su ogni mese, ed eventualmente discriminato in fasce orarie o semplicemente monorario. In entrambi i casi non viene applicato nessun PPE: non vi è infatti nessuna perequazione da apportare dato che in bolletta viene applicato un PE di importo certo: o predefinito (a priori alla sottoscrizione del contratto, quando PE è fisso) o un PE variabile da un mese all'altro ma sempre determinato esattamente (a posteriori, in base al PUN mensile concretizzatosi alla chiusura di ogni mese).
Il PD della maggior tutela viene pure definito trimestralmente da ARERA in base a una stima in cui si sommano una moltitudine di termini che concorrono a formare il costo complessivo di dispacciamento. Nella gran parte delle offerte sul mercato libero non viene addebitato il PD della maggior tutela, ma piuttosto la somma di tutti i termini reali di costo che fanno parte del dispacciamento, elencati nella Delibera 111/06 di ARERA: approvvigionamento delle risorse nel Mercato per il Servizio di Dispacciamento, modulazione della produzione eolica, unità essenziali per la sicurezza del sistema, funzionamento di Terna, disponibilità di capacità produttiva (in vigore sino a fine 2021), interrompibilità, e (da inizio 2022) mercato della capacità. I metodi per il calcolo dei costi di dispacciamento, per i quali la maggior tutela e le offerte sul mercato libero differiscono, portano ad uno svantaggio economico per il regime in maggior tutela di circa 4 €/anno (riferito all'utenza standard ARERA con consumo di 2700 kWh/anno).
In sintesi il raffronto, anche solo qualitativo, tra il regime di maggior tutela e le offerte sul mercato libero risulta assai arduo per la presenza / assenza di voci di spesa e per un'anatomia dei termini di costo assai diversa.

## Formazione del costo per gli utenti in maggior tutela
La differenza di costo tra maggior tutela e contratti sul mercato libero riguarda la sola voce materia prima energia, mentre restano inalterati i termini trasporto e gestione contatore, oneri di sistema, accisa, e IVA. Si procede quindi ad analizzare sommariamente i meccanismi che determinano l'ammontare della materia prima energia.
La peculiarità della maggior tutela consiste nella fissazione trimestrale - e anticipata rispetto al trimestre a venire - del prezzo energia PE a chilowattora addebitato agli utenti. Gli scostamenti, tra il prezzo reale di acquisto sul mercato e gli introiti della vendita al dettaglio tramite le bollette, vengono successivamente recuperati - in genere entro due trimestri - con un ulteriore voce sull'energia consumata nel corso di questi periodi successivi: è il prezzo di perequazione energia PPE (positivo o negativo, ossia a debito o a restituzione) che si somma al PE. L'ammontare del prezzo energia e del PPE imposti agli utenti viene emanato da Arera in base a previsioni di mercato.
Il bilancio tra acquisto di energia e la sua rivendita agli utenti finali in tutela deve essere mediamente nullo. I soggetti coinvolti sono i gestori del servizio di tutela verso l'utenza e l'Acquirente Unico ossia la società incaricata di acquistare giornalmente l'energia (che sarà consumata dagli utenti) sul mercato all'ingrosso: il Mercato del Giorno Prima e il Mercato dei prodotti giornalieri. Semplificando si può affermare che l'utente paga al gestore del servizio di tutela un prezzo complessivo (energia + perequazione + dispacciamento) che riflette i costi reali di mercato, in particolare quelli sostenuti da Acquirente Unico, benché col ritardo insito nel meccanismo di determinazione trimestrale. In tale quadro si può affermare che il mercato tutelato, mediando sul lungo termine, non è gravato da extra-costi se non la commercializzazione (peraltro esistente su tutti i contratti sul mercato libero) lo sbilanciamento (scarto tra costo medio dell'energia sui volumi acquistati versus la sua media su base oraria, ossia il PUN mensile) e la remunerazione riconosciuta ad Acquirente Unico per la gestione degli acquisti. L'intera partita degli acquisti e dei prezzi di vendita è trasparente, monitorata e liberamente accessibile.
Il servizio di maggior tutela si configura quindi come una fornitura a prezzi di costo, senza utili per lo Stato né deficit dato che la tariffe all'utenza non sono calmierate. Peraltro l'obbligo imposto ad Acquirente Unico - a partire da gennaio 2017 - di approvvigionarsi sul mercato a pronti produce un costo finale che non è in competizione con quello dei fornitori sul mercato libero, avvantaggiati dal poter ricorrere ad altri canali di acquisto al di fuori della piattaforma GME o che possono essere essi stessi produttori di energia a costi più competitivi rispetto al mercato, energia che possono rivendere direttamente ai loro utenti.

## Raffronto tra costo in maggior tutela e sul mercato libero
Dal 2018 è attivo il Portale Offerte dell'Autorità, sito web pubblico che concentra elenca e compara tra loro le offerte di energia elettrica e gas sul mercato libero, calcolandone l'importo annuo - in relazione al consumo che si è inserito - e lo scostamento di costo rispetto alla maggior tutela. Per gli utenti domestici a fine anno 2023 il Portale contava circa 2300 offerte di energia elettrica. Il Portale Offerte assolve a quanto disposto dalla legge concorrenza (legge n. 124/2017) in merito all'istituzione di uno strumento di confronto esaustivo, svincolato da interessi commerciali e imparziale. Su questo punto la legge anticipa quanto espresso nella Direttiva (UE) 2019/944. Peraltro già da fine 2016 le istituzioni governative italiane erano al corrente
degli orientamenti della Direttiva all'epoca ancor non emanata.
ARERA conduce un monitoraggio continuo del mercato retail basandosi su quanto presente sul Portale Offerte, che è di fatto l'aggregatore più completo ed esaustivo presente in Italia. I risultati sono esposti in Rapporti tecnici e grafici online.
Il Rapporto sul periodo gennaio 2020 - giugno 2021 mostra che in media solo meno del 10% delle offerte sul mercato libero (prendendo assieme sia quelle a prezzo fisso che variabile) erano più convenienti della maggior tutela.
A partire da gennaio 2022 si è osservato un deciso aumento sia della frazione di offerte più convenienti della maggior tutela, sia dell'entità del risparmio conseguibile. A fine 2023 e inizio 2024 le stime di risparmio delle offerte sul mercato libero sono tornate a ridursi ai livelli pre 2022.
Il Portale Offerte, per il confronto tra offerte sul mercato e maggior tutela, usa proiezioni (sui futuri 12 mesi) del prezzo energia in tutela e del PUN che concorre ai costi delle offerte variabili. Pertanto nei rapporti Monitoraggio Retail di Arera le valutazioni del numero di offerte più convenienti della tutela e del massimo risparmio ottenibile sono puramente previsionali. Mancano verifiche reali a posteriori sui costi (in tutela e per le offerte sul mercato libero) e sull'attendibilità dei risparmi stimati nei rapporti Arera.
L'Autorità comunque sottolinea come "in molti casi la scelta operata dal cliente non sia la più conveniente dal punto di vista della spesa": l'analisi condotta in due periodi tra luglio 2020 e settembre 2021 sia per offerte variabili sia a prezzo fisso mostra che in oltre il 60% dei casi il nuovo contratto sottoscritto era economicamente sfavorevole rispetto alla tutela.
Più recentemente (luglio 2022 e gennaio 2024) è stato nuovamente evidenziato che "un significativo numero di clienti sceglie offerte economicamente meno vantaggiose rispetto alla maggior tutela, pur in presenza di offerte disponibili economicamente favorevoli".